# 激活英文小學
激活英文小學（英語：Gigamind English Primary School），英文簡寫為GGM，是一所由耀中教育機構及激活教育機構舉辦的全日制小學。位於香港天水圍天龍路美湖居，於2001年創校。

## 校訓
「激發潛能、活躍思維、開啟多元智能」

## 歷史

### 學校歷史
激活英文小學於2001年創立, 是天水圍區一所全日制優質私立小學。在取錄學生方面不受區域的限制, 目前就讀的學生有不少是來自屯門及新界北區的家庭, 甚至遠至荃灣及東九龍也有學生。
激活是一所中英文並重的基督教學校, 它的教學模式與國際學校類似, 但課程發展仍以銜接本地中學為主導。學校綜合了多元智能的教育理念及學生為本的互動課程，以激活思維的教學方式，啟發兒童的「多元智慧」。著重建立兒童探索求真的習慣，使他們將來更有效地掌握並運用科技；培養兒童的想像力和創造力，為知識經濟型的社會帶來新活力。
學校同時著重兒童的品格培訓; 在校內推行了全方位學生輔導工作, 並透過宗教及德育教育, 培育兒童積極的人生觀－凡事感謝、有愛心、會寬恕別人，為建立和平的社會奠立根基。品格培訓不能單獨倚賴宗教及德育教育達致,它必須與科學、藝術及其他學科融合。

### 歷屆校長
歷屆校長的在任期間：
- 鄧耀南先生 2003年-2005年
- 陳志超先生 2006年-2013年
- 胡婉婷女士 2013年-2015年
- 羅煦鈞先生 2015年-現在

## 班級結構
一至六年級各設兩班（Smart[S]和Bright[B]班），每班不超逾20個學生。

## 學校設備
- 該校設有：
  - 十二間課室
  - 電腦室
  - 操場
  - 圖書館
  - 美術室
  - 音樂室
- 每間課室均安裝分體冷氣設備。

## 課外活動

### 課外活動
乒乓球、羽毛球、跳繩、游泳、體操、跳舞、美術等。

## 未來
1. 學校發展：增強圖書及電子科技資源。
2. 教師發展：「合作學習法」及繪本教學法。
3. 家長發展：提供家長教育活動。
4. 學生發展：有系統導讀活動、以評估帶動數學的學習。

## 聯繫中學
耀中國際學校

## 外部連結
- 激活英文小學 （页面存档备份，存于）
- 激活英文小學 - 學校資料 2007年
- Education Bureau School List by District